# Seleção Brasileira de Ginástica Artística Feminina
A seleção brasileira de ginástica artística feminina é o grupo composto pelas seis atletas principais mais a primeira ginasta suplente. São elas as representantes da nação durante os eventos internacionais.[a]
Apesar da  chegada ao Brasil com a colonização alemã, em meados do século XIX, apenas em 1951 a modalidade filiou-se à FIG e mais de vinte anos após, foi criada a Confederação Brasileira de Ginástica, chamada CBG. Durante décadas, sem contar com uma equipe completa, a seleção compareceu aos eventos servida de atletas individualmente inseridas, como a ginasta mais expressiva da década de 1990, Luisa Parente. Apenas nos anos 2000, com a chegada do treinador ucraniano Oleg Ostapenko, uma competitiva mudança ocorreu, pondo o Brasil junto a equipes emergentes, no cenário antes abarcado pelas europeias.
De tradição recente em relação a equipes como a romena, o Brasil, em toda sua história olímpica, ainda não subiu ao pódio, apesar do trabalho de base ter melhorado consideravelmente, em vinte anos, entre 1990 e 2010. Em mundiais, as conquistas ocorreram por intermédio de apresentações individuais, e em pan-americanos têm melhorado em constância de finais e conquista de posições no pódio. Entre as ginastas destacadas nessas competições estão Daniele Hypólito e Daiane dos Santos, ambas medalhistas mundiais e pan-americanas.
Treinada em ginásio próprio, a equipe possui como destaques as ginastas Ethiene Franco, Jade Barbosa e Daiane dos Santos, para atuarem no ciclo olímpico 2009-2012.
Nos Jogos Olímpicos de Verão de 2020, a ginasta Rebeca Andrade conquistou a primeira medalha olímpica da Seleção Brasileira de Ginástica Artística Feminina, uma prata no individual geral. Ainda em Tóquio, a ginasta conquistou medalha de ouro na modalidade de salto, sendo assim a primeira atleta brasileira a conquistar duas medalhas em uma única edição dos Jogos Olímpicos.
Nas Olimpíadas de Paris em 2024, Rebeca Andrade se tornou a atleta brasileira com mais medalhas ao conquistar o ouro no solo, prata no individual geral e salto e bronze em equipes, juntamente a Jade Barbosa, Flávia Saraiva, Lorrane Oliveira e Júlia Soares.

## História: surgimento e evolução

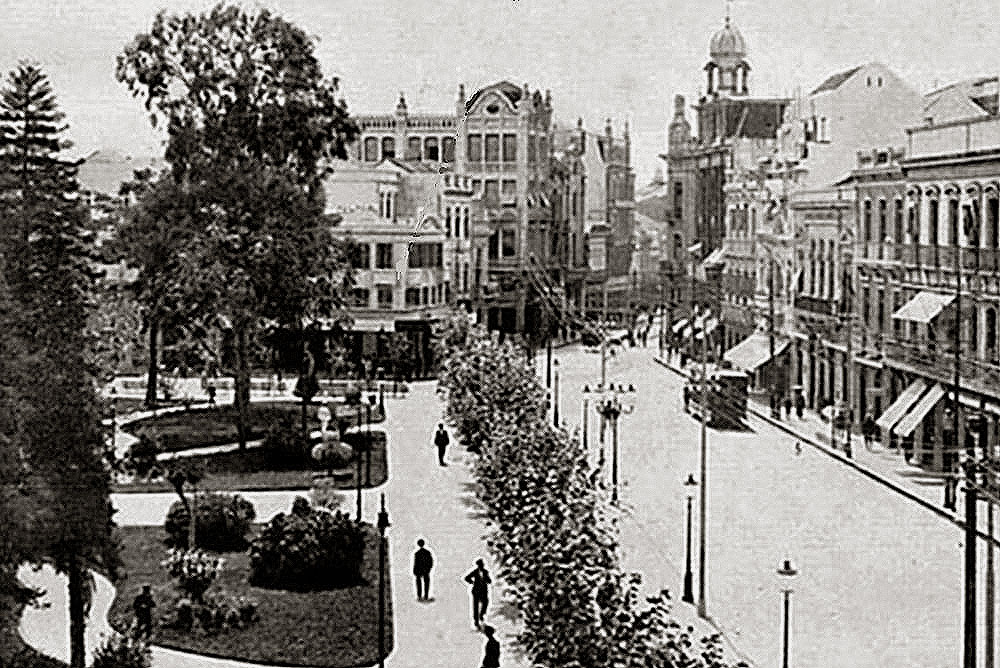
O estado do Rio Grande do Sul foi o primeiro a desenvolver as práticas da ginástica no Brasil. Na imagem, a capital nos idos de 1900, depois da chegada dos imigrantes.

A chegada da modalidade artística ao Brasil coincidiu com a vinda dos imigrantes alemães ao país, na primeira metade do século XIX, além das posteriores chegadas dos suecos e franceses, que influenciaram diretamente a prática no país, cada qual com sua peculiaridade. A partir daí, os primeiros praticantes organizaram-se no Rio Grande do Sul, por volta dos anos de 1820. No entanto, uma real evolução só ocorreu com a fundação da Sociedade Ginástica de Joinville, em Santa Catarina, criada em 16 de novembro de 1858, tida como a escola mais antiga da América do Sul e a primeira a formar atletas para competições nacionais. Sua fundação foi seguida pelas inaugurações da Sociedade Paulista e da Sociedade Carioca de Ginástica, que filiaram-se à Confederação Brasileira de Desportos, chamada CBD, e realizaram o primeiro Campeonato Brasileiro, em São Paulo. Nas décadas que se seguiram, a continuidade da ginástica artística dentro da nação dependeu de treinadores e atletas esforçados e focados na modalidade, pois a mesma só veio a ter um princípio de projeto nacional no início dos anos de 1990, somando até então, apenas duas participações olímpicas.
O século XX é considerado perdido pelo Brasil, ao passo que outras nações, como a norte-americana e a chinesa, investiram em uma das mais tradicionais modalidades olímpicas. Tal diferença é percebida na tardia filiação à Federação Internacional, em 1951, mesmo ano em que participou pela primeira vez de uma competição estrangeira, os Jogos Pan-Americanos de Buenos Aires, na Argentina. Mais tardia ainda, foi a criação da Confederação Brasileira de Ginástica, que se deu apenas em 25 de novembro de 1978, quase trinta anos após esta primeira participação competitiva internacional. Durante a história da entidade, Vicélia Ângela Florenzano, foi a presidente que permaneceu no cargo por mais tempo: dezenove anos. Após a criação da confederação nacional, que responde diretamente à FIG, em âmbito estadual formaram-se várias federações especializadas a cuidar do esporte e suas modalidades.
Mais recentemente na cronologia da seleção, foi no Pan-Americano de 2003, em Santo Domingo, na República Dominicana, que a modalidade passou a ter retorno de um projeto instalado em 2000, na cidade de Curitiba, denominado Centro Olímpico, criado exclusivamente para formar ginastas, sob a tutela inicial do treinador ucraniano Oleg Ostapenko. Passados oito anos desde o início, o Brasil registrou um total de doze atletas entre os cem melhores ginastas do mundo, sete deles, mulheres: Laís Souza, Daiane dos Santos, Daniele Hypólito, Merly de Jesus, Camila Comin, Ana Paula Rodrigues e Thais D’Almeida. Entre os condecorados internacionais, está Vicélia, que, por suas contribuições para o desenvolvimento da ginástica no país, conquistou o prêmio de honra ao mérito concedido também pelo International Gymnastics Hall of Fame, que tem como maior premiação o salão da fama no qual os maiores contribuidores para a modalidade figuram.

## Elenco atual
| Nome             | Data de nascimento e idade       | Local de nascimento          | Clube                                               |
| ---------------- | -------------------------------- | ---------------------------- | --------------------------------------------------- |
| Ana Luiza Lima   | 08 de agosto de 2005 (19 anos)   | Telêmaco Borba, PR           | Minas Tênis Clube (MTC)                             |
| Andreza de Lima  | 22 de maio de 2007 (17 anos)     | SP                           | Grêmio Náutico União (GNU)                          |
| Carolyne Pedro   | 06 de julho de 2000 (24 anos)    | Curitiba, PR                 | Centro de Excelência de Ginástica do Paraná (CEGIN) |
| Flávia Saraiva   | 30 de setembro de 1999 (25 anos) | Rio de Janeiro, RJ           | Clube de Regatas do Flamengo (CRF)                  |
| Gabriela Barbosa | 08 de dezembro de 2007 (17 anos) | SP                           | Esporte Clube Pinheiros (ECP)                       |
| Jade Barbosa     | 01 de julho de 1991 (33 anos)    | Rio de Janeiro, RJ           | Clube de Regatas do Flamengo (CRF)                  |
| Josiany Calixto  | 01 de agosto de 2007 (17 anos)   | Santo Antônio da Platina, PR | Centro de Excelência de Ginástica do Paraná (CEGIN) |
| Júlia Soares     | 23 de agosto de 2005 (19 anos)   | Curitiba, PR                 | Centro de Excelência de Ginástica do Paraná (CEGIN) |
| Lorrane Oliveira | 13 de abril de 1998 (26 anos)    | Curitiba, PR                 | Clube de Regatas do Flamengo (CRF)                  |
| Rebeca Andrade   | 08 de maio de 1999 (25 anos)     | Guarulhos, SP                | Clube de Regatas do Flamengo (CRF)                  |

## Quadro de desempenho
Abaixo, o quadro demonstrativo do desempenho[c] das equipes brasileiras ao longo de suas participações em grandes competições internacionais até o último evento – entre Jogos Olímpicos, Campeonatos Mundias e Jogos Pan-Americanos – realizado. Ao longo de sua competitiva história, nenhuma medalha conquistada fora retirada.
| Ano   | Jogos Olímpicos | Jogos Olímpicos  | Jogos Olímpicos   | Jogos Olímpicos   | Campeonato Mundial de Ginástica Artística | Campeonato Mundial de Ginástica Artística | Campeonato Mundial de Ginástica Artística | Campeonato Mundial de Ginástica Artística | Jogos Pan-americanos | Jogos Pan-americanos | Jogos Pan-americanos | Jogos Pan-americanos |
| ----- | --------------- | ---------------- | ----------------- | ----------------- | ----------------------------------------- | ----------------------------------------- | ----------------------------------------- | ----------------------------------------- | -------------------- | -------------------- | -------------------- | -------------------- |
| Ano   | Medalha de ouro | Medalha de prata | Medalha de bronze | Total de medalhas | Medalha de ouro                           | Medalha de prata                          | Medalha de bronze                         | Total de medalhas                         | Medalha de ouro      | Medalha de prata     | Medalha de bronze    | Total de medalhas    |
| 1983  |                 |                  |                   |                   |                                           |                                           |                                           |                                           |                      |                      | 1                    | 1                    |
| 1987  |                 |                  |                   |                   |                                           |                                           |                                           |                                           |                      |                      | 1                    | 1                    |
| 1991  |                 |                  |                   |                   |                                           |                                           |                                           |                                           | 2                    |                      |                      | 2                    |
| 1999  |                 |                  |                   |                   |                                           |                                           |                                           |                                           |                      | 1                    | 2                    | 3                    |
| 2001  |                 |                  |                   |                   |                                           | 1                                         |                                           | 1                                         |                      |                      |                      |                      |
| 2003  |                 |                  |                   |                   | 1                                         |                                           |                                           | 1                                         |                      | 1                    | 2                    | 3                    |
| 2007  |                 |                  |                   |                   |                                           |                                           | 1                                         | 1                                         | 1                    | 1                    | 4                    | 6                    |
| 2010  |                 |                  |                   |                   |                                           |                                           | 1                                         | 1                                         |                      |                      |                      |                      |
| 2011  |                 |                  |                   |                   |                                           |                                           |                                           |                                           |                      |                      | 2                    | 2                    |
| 2015  |                 |                  |                   |                   |                                           |                                           |                                           |                                           |                      |                      | 2                    | 2                    |
| 2019  |                 |                  |                   |                   |                                           |                                           |                                           |                                           |                      |                      | 3                    | 3                    |
| 2021  | 1               | 1                |                   | 2                 | 1                                         | 1                                         |                                           | 2                                         |                      |                      |                      |                      |
| 2022  |                 |                  |                   |                   | 1                                         |                                           | 1                                         | 2                                         |                      |                      |                      |                      |
| 2023  |                 |                  |                   |                   | 1                                         | 3                                         | 2                                         | 6                                         |                      |                      |                      |                      |
| 2024  | 1               | 2                | 1                 | 4                 |                                           |                                           |                                           |                                           |                      |                      |                      |                      |
|       |                 |                  |                   |                   |                                           |                                           |                                           |                                           |                      |                      |                      |                      |
| Total | 2               | 3                | 1                 | 6                 | 1                                         | 4                                         | 5                                         | 10                                        | 5                    | 3                    | 3                    | 11                   |

### Aparelhos
A seguir, um quadro do desempenho em conquistas por aparelhos. Visualizando-se abaixo, chega-se à conclusão de que as brasileiras são melhor sucedidas nas provas do solo, em um somatório geral dos aparatos e nos campeonatos mundiais. Logo em seguida vem o salto, que é o aparelho que as ginastas mais conquistaram medalhas de ouro, com cinco em um total de nove. Nos Pan-americanos, a trave de equilíbrio foi o aparelho que menos gerou medalhas para as ginastas brasileiras. Ao todo, desde 1983, a seleção brasileira conquistou vinte e três medalhas em aparelhos nas maiores competições internacionais.
| Conquistas           | Solo.           | Solo.            | Solo.             | Solo.             | Barras assimétricas. | Barras assimétricas. | Barras assimétricas. | Barras assimétricas. | Trave.          | Trave.           | Trave.            | Trave.            | Salto sobre o cavalo. | Salto sobre o cavalo. | Salto sobre o cavalo. | Salto sobre o cavalo. |
| Conquistas           | Medalha de ouro | Medalha de prata | Medalha de bronze | Total de medalhas | Medalha de ouro      | Medalha de prata     | Medalha de bronze    | Total de medalhas    | Medalha de ouro | Medalha de prata | Medalha de bronze | Total de medalhas | Medalha de ouro       | Medalha de prata      | Medalha de bronze     | Total de medalhas     |
| -------------------- | --------------- | ---------------- | ----------------- | ----------------- | -------------------- | -------------------- | -------------------- | -------------------- | --------------- | ---------------- | ----------------- | ----------------- | --------------------- | --------------------- | --------------------- | --------------------- |
| Jogos Olímpicos      | 1               |                  |                   | 1                 |                      |                      |                      |                      |                 |                  |                   |                   | 1                     | 1                     |                       | 2                     |
| Campeonatos Mundiais | 1               | 2                | 2                 | 5                 |                      | 1                    |                      | 1                    |                 |                  | 1                 | 1                 | 2                     |                       | 1                     | 3                     |
| Jogos Pan-Americanos |                 |                  | 4                 | 4                 | 1                    | 1                    | 2                    | 4                    |                 | 1                | 2                 | 3                 | 2                     | 1                     | 1                     | 4                     |
|                      |                 |                  |                   |                   |                      |                      |                      |                      |                 |                  |                   |                   |                       |                       |                       |                       |
| Total                | 2               | 2                | 6                 | 10                | 1                    | 2                    | 2                    | 5                    | 0               | 1                | 3                 | 4                 | 5                     | 2                     | 2                     | 9                     |

## Histórico em grandes competições

#### Jogos Olímpicos
O histórico feminino da ginástica artística brasileira em Olimpíadas não é longo. Apesar de surgida como seleção composta para disputas internacionais em 1951, apenas quase trinta anos mais tarde, uma ginasta classificou-se para disputar uma edição olímpica. Nas Olimpíadas de Moscou, em 1980, Cláudia Magalhães qualificou-se como representante, encerrando no 32º lugar, com 69,775 pontos. Quatro anos mais tarde, nos Jogos de Los Angeles, Tatiana Figueiredo conquistou a melhor colocação do individual geral até então, a 27ª posição, com um total de 74,400 pontos, cinco a menos que a vencedora da prova, a norte-americana Mary Lou Retton e cinco a mais que a compatriota Cláudia, na edição anterior.
Quatro anos mais tarde, Luisa Parente chegou a 75,750 pontos e conquistou a 35ª posição na final do concurso geral, nos Jogos Olímpicos de Seul. Na ocasião, encerrou as rotações quatro pontos atrás da vencedora, a soviética Yelena Shushunova. Posteriormente, tornou-se a primeira ginasta brasileira a conquistar vaga para disputar uma segunda edição. Na Olimpíada seguinte, os Jogos de Barcelona, Parente, na qualificatória do individual geral, terminou com a 37ª posição, duas abaixo de sua estreia, o que a desqualificou da final. Quatro anos mais tarde, para os Jogos de Atlanta, nos Estados Unidos, Soraya Carvalho, foi a ginasta que obteve vaga para disputar as provas. No entanto, uma lesão no tornozelo retirou a atleta da competição antes da realização das provas de classificação. Como último compromisso deste ciclo da seleção feminina, deram-se os Jogos de Sydney, em 2000. Pela primeira vez em sua história, a seleção brasileira levou duas representantes: Daniele Hypólito, que, como estreante aos quinze anos de idade, foi a 21ª colocada na classificação geral, 17ª nas barras assimétricas e 16ª na trave, e Camila Comin. Com este resultado, Hypólito atingiu a melhor colocação geral daquele ciclo.
A partir do início do século XXI, a ginástica brasileira começou a ter desempenhos mais expressivos em Jogos Olímpicos. Em 2004, Daiane dos Santos se classificou para a final do solo, terminando na 5ª colocação. Em 2008, Jade Barbosa alcançou a 7º colocação no salto e a 10ª colocação no individual geral. A equipe conquistou o 8º lugar naquele ano. Em 2016, a equipe repetiu a 8ª colocação no torneio, enquanto Flávia Saraiva alcançou o 5º lugar na trave. Em 2020, a ginasta Rebeca Andrade conquistou as primeiras medalhas brasileiras na modalidade: prata no individual geral e ouro no salto.

#### Campeonatos Mundiais de Ginástica Artística
A primeira participação do Brasil nestes campeonatos deu-se em 1974, no Mundial de Varna, na Bulgária, no qual não passou da fase classificatória. Quatro anos mais tarde, no Mundial de Estrasburgo, na França, a ginasta Lilian Carrascozza, única representante individual, não ultrapassou a primeira etapa. No ano seguinte, no Mundial de Fort Worth, nos Estados Unidos, apesar de qualificar equipe, a seleção, repetindo o resultado das edições anteriores, não ultrapassou a primeria fase. Entre 1981 e 1997, foram doze as edições mundiais realizadas e de nenhuma o Brasil conseguiu ultrapassar a fase de qualificação: em 1994, as ginastas Silvia Mendes, Adriana Silami e Leticia Ishii disputaram três dos quatro aparelhos no Mundial de Brisbane, tendo como melhor colocação, a 34ª posição na trave de equilíbrio e nos exercícios de solo, ambas conquistadas por Ishii. Em 1995, no Mundial de Sabae, no Japão, a seleção brasileira enviou sete representantes. Soraya Carvalho foi a melhor qualificada, na 37ª colocação, e apesar de não ter se classificado para nenhuma final, foi a melhor entre as companheiras de equipe após totalizar 74,410 pontos. Em 188º terminou Beatriz Degane, com 33,949, Melissa Sugimote encerrou na 176ª colocação com 43,812 pontos, Mariana Gonçalves ficou na 174ª posição com 62,210, Beatrice Martins foi a 101ª com 69,173 pontos, Liliane Koreyasu ficou na 95ª colocação com 70,023, e Leticia Ishii a 92ª com o total de 70,211.
Na China, no Mundial de Tianjin, o Brasil, encerrando a competição na 17º colocação geral, conseguiu classificar sua seleção para disputar os Jogos Olímpicos pela primeira vez em sua história. Nos anos seguintes, o Brasil alcançou destaque nos Campeonatos Mundiais, conquistando quatro medalhas — 1 ouro, 1 prata e 2 bronzes — entre 2001 e 2019.

#### Jogos Pan-Americanos
Diversas fontes creditam erroneamente a primeira medalha da seleção feminina de ginástica artística brasileira em Jogos Pan-Americanos como obtida em 1979. De fato, só em 1983 as brasileiras subiram ao pódio pela primeira vez: no Pan-Americano de Caracas, decorrido na Venezuela, a seleção brasileira, superada pelas cubanas e estadunidenses, conquistou, pela primeira vez, a terceira colocação coletiva.
No Pan seguinte, os Jogos de Indianápolis, realizados em 1987, a ginasta Luisa Parente conquistou a primeira medalha individual da modalidade para o Brasil: foi bronze nas barras assimétricas, superada por duas norte-americanas, Melissa Marlowe, medalhista de ouro e Sabrina Mar, segunda colocada. Na edição que se seguiu, o Pan de La Havana, em Cuba, a seleção brasileira atingiu suas primeiras medalhas de ouro. Em um novo pódio nas paralelas assimétricas, Luisa Parente conquistou o primeiro ouro internacional em disputas de grande porte, após superar a norte-americana Hillary Anderson e a canadense Mylene Fleury. No evento seguinte, do salto sobre a mesa, a atleta conquistou sua segunda de medalha ouro, bem como a segunda conquista de ouro do Brasil, ao terminar a prova a frente de Anne Woyernowski, dos Estados Unidos e Jennifer Wood, do Canadá.
Sem conquista de medalha na edição argentina do evento multiesportivo, as brasileiras voltaram ao pódio no Pan de Winnipeg, realizado em 1999 no Canadá. Por equipes, foram pela terceira vez as medalhistas de bronze. Individualmente, no salto, Daiane dos Santos, então com dezesseis anos, conquistou a prata ao não superar a nota da cubana Arazay Jova. Em sua terceira final na competição, alcançou também seu terceiro pódio, no solo, ao conquistar a medalha de bronze em prova vencida pela canadense Yvonne Tousek. Com este resultado, Daiane tornou-se a segunda ginasta brasileira a conquistar mais de uma medalha numa edição pan-americana. Ainda que não tenha vencido nenhuma prova, somou três conquistas, uma a mais que Luisa Parente em 1991.
No século XXI, com o avanço do desenvolvimento da ginástica artística feminina no país, as ginastas brasileiras conquistaram diversas medalhas em Jogos Pan-Americanos, incluindo uma medalha de ouro na edição de 2007 com Jade Barbosa. Destaca-se, também, a participação de Flávia Saraiva, com cinco medalhas de bronze conquistadas nas edições de 2015 e 2019.

## Desempenho histórico

### 1963–2000
Durante este período, a ginástica feminina brasileira dependeu dos trabalhos e dos resultados individuais de técnicos e atletas. A primeira grande competição envolvendo ginastas femininas aconteceu em 1963, nos Jogos Pan-Americanos realizados em São Paulo. Em 1969, competições femininas aconteceram pela primeira vez no Campeonato Sul-Americano de ginástica artística; ginastas brasileiras conquistaram o título por equipes e as medalhas de ouro, prata e bronze no individual geral. Em 1972, o Código de Pontos foi traduzido para a língua portuguesa, o que facilitou o desenvolvimento do esporte, tendo como primeiro resultado, a estreia olímpica, oito anos mais tarde.
Em 1983, a ginástica feminina conquistou pela primeira vez uma medalha em Jogos Pan-Americanos, o bronze por equipes. O maior destaque desta época foi a ginasta Luisa Parente, ganhadora da medalha de bronze nas barras assimétricas nos Jogos Pan-Americanos de 1987 e vencedora de duas provas individuais na edição de 1991, além de ter participado de duas edições olímpicas, em Seoul 1988 e Barcelona 1992. Soraya Carvalho, classificada para as Olimpíadas de Atlanta, e Daniele Hypólito, foram outras ginastas destacadas.

### 2001–2004
| Equipe olímpica 2004                                                                             | Equipe mundial 2003                                                                              | Equipe mundial 2001                                                                     | Equipe pan-americana 2003                                                                        |
| Ana Paula Rodrigues Camila Comin Daiane dos Santos Caroline Molinari Daniele Hypólito Laís Souza | Daniele Hypólito Daiane dos Santos Laís Souza Caroline Molinari Ana Paula Rodrigues Camila Comin | Daniele Hypólito Camila Comin Stefani Salani Daiane dos Santos Heine Araújo Coral Borda | Daniele Hypólito Daiane dos Santos Laís Souza Caroline Molinari Ana Paula Rodrigues Camila Comin |

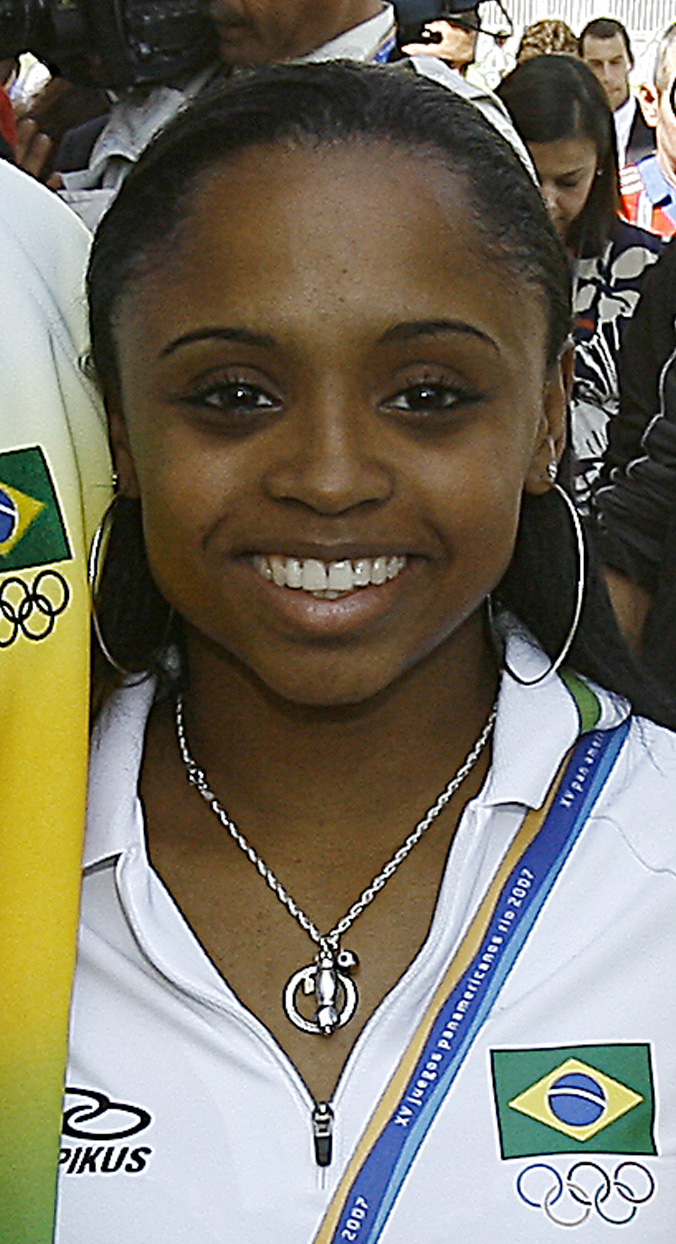
Daiane dos Santos: Primeira medalhista de ouro em um Mundial.

A partir dos anos 2000, devido à criação de um centro de treinamento que gerou uma melhora qualitativa no desempenho das ginastas, resultados expressivos começaram a ser construídos internacionalmente. A ginástica brasileira passou por uma acelerada mudança técnica e de resultados a partir do início deste ciclo. Com o surgimento do Centro Olímpico, a CBG contratou, em 2001, o treinador ucraniano Oleg Ostapenko, conhecido por já ter tutelado atletas como Tatiana Gutsu e Lilia Podkopayeva. Durante esses quatro anos foram disputados três campeonatos mundiais, um pan-americano e uma Olimpíada.
O primeiro compromisso foi a edição de 2001 do Mundial, o Campeonato de Gante, na Bélgica. Nessa ocasião, apesar de levar uma equipe, que encerrou na 11ª posição, teve apenas uma representante na final do individual geral e duas, na final do solo: Daiane dos Santos e Daniele Hypólito. Camila Comin, posicionada no 39º lugar, não passou da fase qualificatória. Na primeira final disputada pelo Brasil na competição, Daniele atingiu a melhor colocação de uma brasileira até então, o quarto lugar geral, após somar 36,905 pontos e encerrar atrás da romena medalhista de bronze Andreea Răducan, por 0,044 ponto. Nos aparelhos, somente os exercícios de solo tiveram a participação brasileira. Daiane somou 9,325, suficientes para o quinto lugar, e Hypólito conquistou a primeira medalha em mundiais para o Brasil, a prata, ao terminar a frente da russa Svetlana Khorkina, vencedora do all around.
No ano seguinte, foi disputada uma nova edição de um Mundial, o Campeonato de Debrecen, na Hungria, que não contou com as provas por equipes e do concurso geral. Individualmente, Daniele Hypólito e Caroline Molinari foram as únicas representantes da nação. Na prova do salto, Hypólito não obteve vaga para a final, ao encerrar em 14º lugar. Nas barras assimétricas, Molianri também encerrou na 14ª posição, sem ir à final do aparelho. Na trave de equilíbrio, Daniele conquistou a única vaga brasileira para disputar uma final e não obteve medalha, encerrando sua participação na quinta posição, ao atingir 9,237, 0,250 a menos que a vencedora, a espanhola Elena Gomez.
Em 2003, aconteceram dois grandes campeonatos internacionais: um continental e outro mundial. No primeiro deles, os Jogos Pan-Americanos de Santo Domingo, a seleção brasileira conquistou a terceira colocação, superada pelos Estados Unidos e pelo Canadá, pela segunda vez consecutiva. Nas provas individuais, apenas Daniele Hypólito subiu ao pódio: no concurso geral, superada pelas norte-americanas Chellsie Memmel e Nastia Liukin, a ginasta conquistou a medalha de bronze; nos aparelhos, na disputa das barras assimétricas, entre estas mesmas atletas estadunidenses, Hypólito conquistou a prata, sua terceira medalha na edição pan-americana; por fim, na trave, novamente entre Liukin e Memmel, Daniele conquistou mais uma segunda colocação, saindo-se então como a primeira brasileira multimedalhista em campeonato internacional. Como segundo e último compromisso do ano, deu-se o Mundial de Anhaneim, nos Estados Unidos. Nesta ocasião, o Brasil qualificou-se para duas finais. Por equipes, as ginastas encerraram na melhor colocação até então, a oitava geral, pela primeira vez em uma final neste tipo de competição. Já nos aparatos, em sua segunda e última final da edição, a dos exercícios de solo, Daiane dos Santos conquistou a primeira medalha de ouro na história da ginástica brasileira, entre homens e mulheres, em campeonatos mundiais, atingindo o segundo recorde nacional na edição.
Em 2004, encerrando este ciclo, realizaram-se os Jogos Olímpicos de Atenas nos quais, pela primeira vez, o país fora representado por uma equipe completa. Ana Paula Rodrigues, Camila Comin, Daiane dos Santos, Caroline Molinari, Daniele Hypólito e Laís Souza, atingiram o somatório de 147,345, suficiente para terminarem a frente de Canadá e Grã-Bretanha, de Beth Tweddle, mas na nona colocação, não puderam  prosseguir na disputa por medalha. Na sequência, três ginastas foram às finais individualmente: Daniele Hypólito e Camila Comin disputaram as provas do concurso geral e terminaram em 12º e 16º lugares, respectivamente. Já no solo, considerada favorita pela conquista no Mundial antecessor, Daiane dos Santos, que cometeu erros durante sua rotina e foi descontada ainda em 0,100 ponto, não ultrapassou a nota de 9,375 e a quinta posição final, em prova vencida pela romena Catalina Ponor.
Durante este ciclo olímpico, o grande destaque foi para as ginastas Daniele Hypólito, constante em posições durante os eventos, e Daiane dos Santos, que conquistou o primeiro ouro internacional em um evento de grande porte, para o Brasil.

### 2005–2008
| Equipe olímpica 2008                                                                        | Equipe mundial 2007                                                                       | Equipe mundial 2006                                                                       | Equipe pan-americana 2007                                                                 |
| Daiane dos Santos Jade Barbosa Daniele Hypolito Laís Souza Ana Cláudia Silva Ethiene Franco | Daiane dos Santos Jade Barbosa Daniele Hypolito Laís Souza Ana Cláudia Silva Khiuani Dias | Daiane dos Santos Daniele Hypolito Laís Souza Bruna da Costa J.Chaves Santos Camila Comin | Daiane dos Santos Jade Barbosa Daniele Hypolito Khiuani Dias Laís Souza Ana Cláudia Silva |

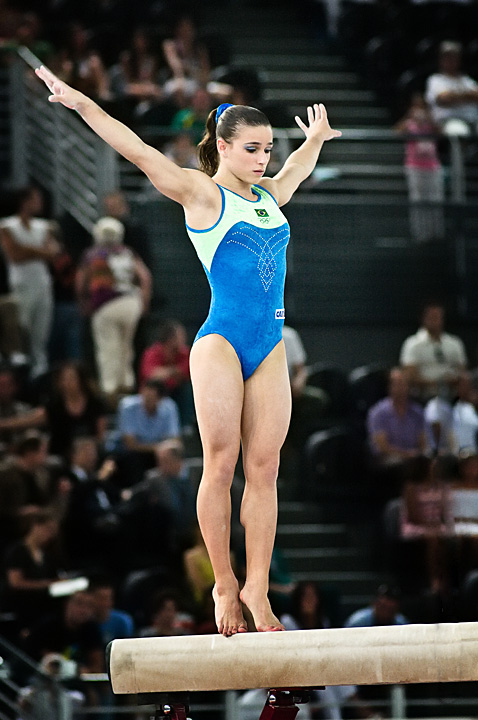
Jade Barbosa: Possui as melhores colocações individuais em Jogos Olímpicos e Campeonatos Mundiais entre as brasileiras.

Quatro anos após o início dos trabalhos de Oleg com a base da seleção principal, deu-se o primeiro campeonato desde ciclo olímpico: O Mundial de Melbourne. Sem disputa por equipes, o Brasil enviou duas ginastas, que classificaram-se em duas finais. No individual geral, Daniele Hypólito encerrou na nona colocação, em disputa na qual a estadunidense Chellsie Memmel saiu-se vencedora. Foram mais de dois pontos de diferença entre a medalha de ouro e a posição de Hypólito, que totalizou 35,700 após o término das rotações. Já Daiane dos Santos, que disputou a final do solo, encerrou na sétima posição, com 8,837 pontos, 0,775 ponto da primeira colocação. Alicia Sacramone, outra norte-americana, foi a campeã deste aparelho.
No ano seguinte, uma nova edição dessa competição ocorreu na Dinamarca: o Mundial de Aarhus. A seleção brasileira classificou ginastas para o concurso geral, equipes e dois aparelhos. Na primeira final, por equipes, a seleção brasileira, formada por Daniele Hypolito, Lais Souza, Daiane dos Santos, Bruna da Costa, Juliana Santos e Camila Comin, atingiu a nota 172,975, suficiente para permanecer a frente da Espanha, liderada pela atleta Patricia Moreno, na sétima posição. Para o concurso geral, o Brasil qualificou Hypólito, que encerrou participação na 21ª colocação, quase quatro pontos atrás da vencedora, a italiana Vanessa Ferrari. Nas finais por aparelhos, o salto foi a primeira prova disputada. Por 0,023 ponto, Laís Souza não superou a uzbeca Oksana Chusovitina e terminou em quarto lugar. No solo, em prova conquistada pela chinesa Cheng Fei, Daiane repetiu a colocação da companheira de equipe e encerrou em quarto, empatada com a inglesa Beth Tweddle, enquanto Laís, também qualificada para a disputa, ficou em oitavo, ao totalizar 14,750 pontos, quase um de diferença para a primeira colocação.
Em 2007 deram-se duas competições de grande porte. A primeira delas foi o Pan-Americano do Rio de Janeiro. Neles, a equipe brasileira conquistou o maior número de medalhas até então: cinco.
Como um preparatório competitivo para o Mundial, as competições da ginástica mostraram ao Brasil uma das equipes favoritas à época: Os Estados Unidos. Na primeira final, as norte-americanas conquistaram o ouro coletivo, a frente da seleção brasileira, composta por Daiane dos Santos, Jade Barbosa, Daniele Hypolito, Khiuani Dias, Laís Souza e Ana Cláudia Silva. No individual geral, com três ginastas classificadas - Barbosa, Hypólito e a estreante Khiuani Dias -, as brasileiras encerraram as rotações fora do pódio, completo com três estadunidenses - Shawn Johnson, Rebecca Bross e Ivana Hong. Jade, a melhor ginasta do Brasil no ranking deste evento, ficou em quarto lugar, a 0,050 da medalha de bronze; Daniele, ficou posicionada em quinto e Dias em nono lugar geral. Nas provas individuais por aparelhos, o time conquistou quatro medalhas. Para o salto, classificaram-se Jade Barbosa e Laís Souza. Com boas execuções, ambas subiram ao pódio: Jade em primeiro e Laís em terceiro, que tiveram entre elas a estadunidense Amber Trani. Nas barras assimétricas, as classificadas foram Ana Cláudia Silva e Laís, que participou de sua segunda final individual. As norte-americanas Johnson e Nastia Liukin, encerram as apresentações na primeira e segunda posições. Souza completou o pódio com mais um bronze somado às suas conquistas, ao atingir a nota de 15,100. Na trave, Daniele e Jade foram as brasileiras qualificadas. Shawn e Nastia novamente subiram ao pódio com ouro e prata, enquanto a representante medalhista do Brasil foi Daniele. No último aparelho, o solo, novamente duas norte-americanas encerraram com ouro e prata: Rebecca Bross e Shawn Johnson. Nessa que foi sua quinta final, Jade fechou o pódio com a medalha de bronze.
Encerrando o calendário competitivo de 2007, aconteceu na Alemanha o Mundial de Stuttgart. Nele, a seleção brasileira qualificou-se para quatro das seis finais possíveis. Coletivamente, terminou em quinto, após totalizar 175,125 pontos e atingir a melhor posição na história destes campeonatos, mantendo-se a frente da tradicional equipe russa, de Anna Pavlova e Ksenia Semenova. Nos eventos individuais, Jade Barbosa classificou-se para o concurso geral, salto sobre a mesa e trave, competindo como única representante nacional nessas provas. Em sua primeira participação em mundiais, a estreante conquistou a medalha de bronze, empatada com a italiana Vanessa Ferrari, após não atingir nota para superar Shawn Johnson (ouro) e Steliana Nistor (prata), no all around. Nos aparelhos, Barbosa não conquistou medalhas: foi sétima na trave, em prova vencida por Nastia Liukin, e quinta no solo, conquistada também por Johnson.
Como último compromisso deste ciclo, deram-se os Jogos Olímpicos de Pequim, em 2008. Nesta competição, a seleção brasileira conquistou a vaga na final pela primeira vez em sua história, na qual encerrou em oitavo lugar, com um total de 174,875 pontos, mais de quatorze atrás da equipe campeã. Nas provas individuais, Ana Cláudia e Jade classificaram-se para a final do concurso geral. Barbosa atingiu a melhor classificação da história brasileira, a décima posição, a frente de ginastas como Marine Petit, da França, e Vanessa Ferrari, da Itália, ao passo que Ana totalizou 56,875 pontos, suficientes apenas para mantê-la na 22ª colocação. Nos aparelhos, Daiane dos Santos representou a nação na prova do solo, da qual saiu com a sexta colocação, uma abaixo da Olimpíada anterior, em Atenas. No salto, a classificada foi Jade, que, disputando sua terceira final, terminou em sétimo lugar. Desse modo, ainda que sem a conquista da primeira medalha olímpica, a seleção brasileira demonstrou equiparidade com nações jovens no desporto, como a França, o Canadá e a Austrália, atingindo múltiplas finais.
Este ciclo olímpico mostrou a rápida e concreta evolução técnica da seleção brasileira, que, desde o ciclo anterior veio evoluindo, mostrando, após o período dos quatro anos iniciais, um trabalho de base mais sólido e homogêneo, entrando em competições com possibilidades de ir à finais coletivas e individuais.

### 2009–2012
| Equipe olímpica 2012                                                        | Equipe evento teste 2012                                                                | Equipe mundial 2011                                                                          | Equipe mundial 2010                                                                    | Equipe pan-americana 2011                                                                 |
| Daniele Hypólito Daiane dos Santos Bruna Leal Ethiene Franco Harumy Freitas | Daniele Hypólito Adrian Santos Daiane dos Santos Bruna Leal Ethiene Franco Jade Barbosa | Gabriela Soares Daniele Hypólito Adrian Santos Priscila Cobello Daiane dos Santos Bruna Leal | Jade Barbosa Daniele Hypólito Adrian Santos Priscila Cobello Ethiene Franco Bruna Leal | Jade Barbosa Daniele Hypólito Adrian Santos Priscila Cobello Daiane dos Santos Bruna Leal |

O primeiro ano deste ciclo teve como competição inicial para as brasileiras, o Mundial de Londres, na Inglaterra, disputado em 2009. Nesta ocasião, o Brasil contou com as ginastas Ethiene Franco e Bruna Leal. Entre elas, Leal foi a única a obter classificação para uma final, a do individual geral. Ao fim das rotações, foi a 14ª colocada em prova vencida pela norte-americana Bridget Sloan. No ano seguinte, na edição de Roterdã, a seleção formada por Jade Barbosa, Daniele Hypólito, Adrian Santos, Priscila Cobello, Ethiene Franco e Bruna Leal somou 271,130 pontos, suficiente apenas para a décima colocação, durante a primeira fase de classificação. Nessa mesma etapa, Jade conquistou vaga ao lado de Daniele, para a final do concurso geral, além de uma classificação no salto sobre a mesa. Na primeira final disputada, ambas não alcançaram medalhas, sendo: Daniele (18º) e Jade (15º). A campeã da prova foi a estreante russa Aliya Mustafina. Adiante, na final do salto sobre a mesa, Jade conquistou sua segunda medalha de bronze em Mundiais, ao somar 14,799 pontos e encerrar atrás da russa Mustafina e da norte-americana Alicia Sacramone, prata e ouro, respectivamente.
Em 2011, as ginastas disputaram duas competições internacionais: O Mundial e os Jogos Pan-Americanos. Em Tóquio, em meados de outubro, as brasileiras, apesar de não se classificarem para a final coletiva, disputaram algumas provas individuais. No concurso geral, Daniele Hypolito foi a brasileira melhor colocada, na 13ª posição em prova conquistada pela norte-americana Jordyn Wieber. Nos aparelhos, Jade Barbosa foi a quarta no ranking do salto sobre a mesa. De volta ao continente americano, as moças disputaram o Pan de Guadalajara. Na ocasião, o time saiu-se quinto colocado, ao totalizar 209,825. Individualmente, Hypolito foi mais uma vez a melhor colocada entre as companheiras de equipe, agora como nona no ranking do concurso geral, quatro posições à frente de Adrian Nunes. Nos aparelhos, Daniele e Nunes foram à final do salto, embora não tenham obtido medalhas; já na trave de equilíbrio e nos exercícios de solo, Hypolito conquistou as medalhas de bronze, o que a pôs como maior medalhista nacional nesta edição pan-americana.
Em 2012, a seleção feminina participou do Evento Teste realizado em Londres, na Inglaterra, para definir as últimas vagas olímpicas. As ginastas brasileiras conquistaram o quarto lugar, obtendo, assim, o direito de se apresentarem como um time nos Jogos Olímpicos de 2012. O desempenho olímpico naquele ano, no entanto, foi abaixo do esperado. Após lesões de Adrian Santos e de Laís Souza, que havia retornado à seleção poucos meses antes dos Jogos, e do corte de Jade Barbosa por discordâncias contratuais, a seleção se apresentou em Londres com as ginastas Daniele Hypólito, Daiane dos Santos, Ethiene Franco, Bruna Leal e Harumy Freitas, que já havia representado o Brasil individualmente nos Jogos Olímpicos da Juventude de 2010. Após apresentações irregulares, o time terminou na 12ª e última posição. Nenhuma ginasta brasileira alcançou finais individuais naquela competição.

### 2013–2016
| Equipe olímpica 2016                                                         | Equipe evento teste 2016                                                                                              | Equipe mundial 2015                                                                                             | Equipe mundial 2014 | Equipe pan-americana 2015                                                       |
| Daniele Hypólito Lorrane Oliveira Flávia Saraiva Rebeca Andrade Jade Barbosa | Daniele Hypólito Lorrane Oliveira Flávia Saraiva Rebeca Andrade Jade Barbosa Carolyne Pedro Milena Theodoro (reserva) | Daniele Hypólito Lorrane Oliveira Flávia Saraiva Letícia Costa Jade Barbosa Thauany Lee Lorenna Rocha (reserva) | Maria Cecília Cruz Isabelle Cruz Mariana Oliveira Julie Kim Sinmon Letícia Costa Daniele Hypólito Mariana Valentin (reserva) | Flávia Saraiva Daniele Hypólito Letícia Costa Julie Kim Sinmon Lorrane Oliveira |

Como de costume, a primeira grande competição internacional com participação da seleção brasileira feminina foi o Campeonato Mundial de Ginástica Artística de 2014. Com uma equipe bastante renovada em relação ao ciclo passado, nessa competição a seleção brasileira terminou na décima-sexta colocação, garantindo assim o direito de disputar o campeonato mundial do ano seguinte, uma vez que as 24 melhores seleções avançam. Em 2015 o time passou por mais um momento de renovação, com a chegada de Flávia Saraiva, que havia obtido individualmente uma medalha de ouro e duas medalhas de prata nos Jogos Olímpicos da Juventude de 2014. Com a chegada de Flávia, a seleção voltou a alcançar o pódio nos Jogos Pan-Americanos, desta vez em Toronto, no Canadá; a equipe terminou na terceira colocação, obtendo a medalha de bronze. Individualmente, Flávia Saraiva também conquistou a medalha de bronze no individual geral, uma conquista que não se repetia desde 2003 com Daniele Hypólito. No campeonato mundial de 2015, a seleção obteve a nona colocação, superando o 16º lugar de 2014, mas ainda assim insuficiente para alcançar a classificação direta para os Jogos Olímpicos de 2016. Em abril de 2016, a seleção participou do Evento Teste, realizado na cidade do Rio de Janeiro, e conquistou a classificação olímpica da equipe.
Nos Jogos Olímpicos de 2016, a equipe brasileira terminou em 8º lugar na competição por equipes, Rebeca Andrade em 11º lugar no individual geral e Flávia Saraiva em 5º lugar na trave.

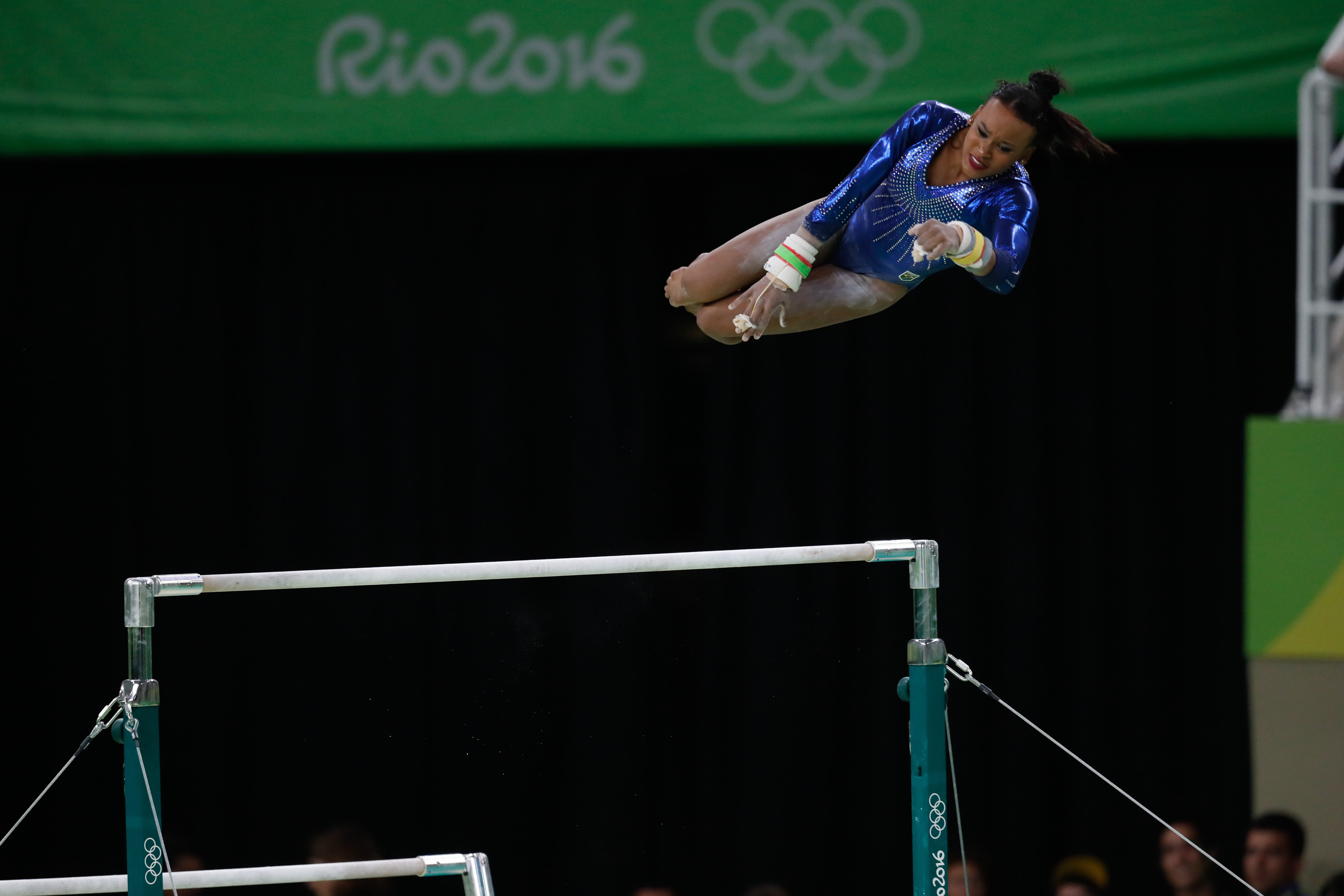
Rebeca Andrade realizando sua performace nas barras paralelas nos Jogos Olímpicos de 2016.

### 2017–2021
Neste ciclo olímpico, a seleção feminina não conseguiu se classificar para os Jogos Olímpicos pela primeira vez no século XXI. Duas atletas, Flávia Saraiva e Rebeca Andrade, conquistaram vagas individuais para os Jogos Olímpicos de 2020 em Tóquio, Japão. A competição marcou as primeiras conquistas de medalhas olímpicas da ginástica feminina brasileira: uma medalha de ouro no salto e uma medalha de prata no individual geral, ambas obtidas por Rebeca Andrade. A ginasta ainda terminou em quinto lugar na final de solo, enquanto Flávia Saraiva obteve a sétima colocação na trave.

### 2021–2024
| Equipe olímpica 2024                                                     | Pan-Americano 2023                                                     | Equipe mundial 2022                                                        | Equipe mundial 2023                                                                              | Equipe pan-americana 2022                                                  |
| Rebeca Andrade Jade Barbosa Lorrane Oliveira Flávia Saraiva Júlia Soares | Flávia Saraiva Rebeca Andrade Jade Barbosa Júlia Soares Carolyne Pedro | Lorrane Oliveira Rebeca Andrade Flávia Saraiva Júlia Soares Carolyne Pedro | Rebeca Andrade Jade Barbosa Lorrane Oliveira Flávia Saraiva Júlia Soares Carolyne Pedro(reserva) | Rebeca Andrade Lorrane Oliveira Carolyne Pedro Flávia Saraiva Júlia Soares |

#### Campeonato Pan-Americano de Ginástica de 2022
O Brasil foi campeão por equipes no Campeonato Pan-Americano do Rio de Janeiro, esta foi a primeira vez que a seleção venceu o campeonato. O terminou com 162,999, EUA com 161,000 pontos ficou na segunda posição, e o Canadá 155,534 ficou com o bronze.

#### Campeonato Mundial de Ginástica Artística de 2022
A seleção brasileira feminina de ginástica artística terminou com a quarta colocação a final por equipes do Campeonato Mundial de 2022, em Liverpool, Grã-Bretanha, atrás de EUA (ouro), Grã-Bretanha (prata) e Canadá (bronze). O time brasileiro foi formado por Lorrane Oliveira, Rebeca Andrade, Flávia Saraiva, Júlia Soares e Carolyne Pedro.

#### Campeonato Mundial de Ginástica Artística 2023
A Seleção Brasileira Ginástica Artística conquistou a medalha de prata no Mundial da Antuérpia, na Bélgica, os Estados Unidos conquistou o título, e a França ficou com o bronze. O Brasil obteve: 42.666 no salto, 41.299 nas barras, 39.399 na trave e 42.166 no solo. A seleção foi formada por Rebeca Andrade, Jade Barbosa, Lorrane Oliveira, Flávia Saraiva, Júlia Soares, Carolyne Pedro. O resultado geral, o time Americano conseguiu 167.729; o Brasil, 165.530; e a França, 164.064. O restante da classificação foi completado por China, Itália, Grã-Bretanha, Holanda e Japão. O Brasil também assegurou sua classificação para a disputa do feminino por equipes dos Jogos Olímpicos Paris 2024.
Rebeca Andrade conquistou a prata no individual geral com 56.766 pontos, atrás de Simone Biles e a frente da também americana Shilese Jones, que respectivamente somaram 58.399 e 56.766 pontos.. O fato histórico foi que pela primeira vez na história, a ginástica teve um pódio com três mulheres negras no Mundial de Ginástica.
No dia seguinte Rebeca trocou de posição no pódio com Simone Biles, que foi completo pela atleta sul-coreana Yeo Seojeong, com o bronze. Ela conquistou o bicampeonato do salto no Mundial de Ginástica com a média de 14,750, Biles com 14,549 e Yeo Seojeong 14,416.
Em 8 de outubro, Simone Biles ganhou o ouro, Rebeca Andrade conquistou a prata, Flávia Saraiva ficou com o bronze.
No último dia do Mundial Rebeca faturou o bronze na trave após somar 14,300 na nota final, ficando atrás de Simone Biles e Yaqin Zhou. Com a medalha de Rebeca, o Brasil chega a quatro pódios e seis medalhas no total, sendo a melhor participação do país em um mundial.

#### Jogos Pan-Americanos de 2023
Em 22 de outubro, o Brasil terminou os Jogos Pan-Americanos do Chile com a prata  por equipes somando 161,564 pontos. Os Estados Unidos terminaram com 165,196 pontos e levaram o ouro e  Canadá levou o bronze com 154,230 pontos.
No dia 23 de outubro, Flávia terminou em segundo no individual geral, o ouro ficou com Kayla DiCello e bronze foi para a norte-americana Jordan Chiles, que somou 53,999 pontos.
No dia 24 de outubro, Rebeca Andrade confirmou o favoritismo e levou a medalha de ouro no salto, a norte-americana Jordan Chiles ficou com a prata e Natalia Escalera completaram o pódio. No mesmo dia a seleção conseguiu mas duas medalhas  nas barras paralelas com Rebeca que ficou com uma nota de 14.333 e levou a prata, enquanto Flavia ficou com 13.733 recebendo bronze. Zoe Miller, dos Estados Unidos, levou com o ouro.
Já no dia 25 de outubro, na prova de trave  Rebeca Andrade e Flávia conquistaram ouro e prata respectivamente, Rebeca fez 14,166 pontos, enquanto Flávia somou 14,033 e em terceiro lugar Ana Stewart, do Canadá. Ainda no dia 25, Flávia tirou nota 13,733 no solo e ficou atrás da norte-americana Kaliya Lincoln, que teve 14,233.
A participação da Seleção Brasileira de Ginástica nos Jogos teve a melhor participação na história do Pan-Americano, igualando o número de ouros conquistados em 1991, Porém elas estabeleceram um novo recorde total, com oito medalhas no geral.

## Distinções
Entre as maiores honrarias que as ginastas brasileiras podem receber, estão figurar no International Gymnastics Hall of Fame, concedido desde 1988 para os envolvidos com a modalidade artística, e conquistar o Prêmio Brasil Olímpico, concedido anualmente desde 1999, nas categorias melhor do esporte e melhor atleta nacional. Entre todas as edições já realizadas que premiaram as melhores atletas nacionais dentre todas as modalidades, quatro foram obtidas pelas ginastas, além de uma conquista do prêmio Atleta da Torcida. Contudo, nenhuma delas figura no salão da fama internacional.
| Ginastas          | International Gymnastics Hall of Fame | International Gymnastics Hall of Fame | Prêmio Brasil Olímpico Melhor atleta nacional | Prêmio Brasil Olímpico Melhor atleta nacional | Prêmio Brasil Olímpico Melhor atleta da modalidade | Prêmio Brasil Olímpico Melhor atleta da modalidade |
| Ginastas          | Homenageada                           | Ano                                   | Homenageada                                   | Ano                                           | Homenageada                                        | Ano                                                |
| ----------------- | ------------------------------------- | ------------------------------------- | --------------------------------------------- | --------------------------------------------- | -------------------------------------------------- | -------------------------------------------------- |
| Daiane dos Santos |                                       | –                                     |                                               | 2003, 2004                                    |                                                    | 1999, 2003, 2004                                   |
| Daniele Hypólito  |                                       | –                                     |                                               | 2001, 2002                                    |                                                    | 2000, 2001, 2002                                   |
| Flávia Saraiva    |                                       | –                                     |                                               | 2014 (Prêmio Atleta da Torcida)               |                                                    | –                                                  |
| Jade Barbosa      |                                       | –                                     |                                               | 2007                                          |                                                    | 2010                                               |
| Laís Souza        |                                       | –                                     |                                               | 2006                                          |                                                    | 2005                                               |
| Thaís Fidélis     |                                       | –                                     |                                               | –                                             |                                                    | 2017                                               |

Legenda
- : figura neste salão da fama / conquistou este prêmio
- : não figura neste salão da fama / não conquistou este prêmio

## Polêmicas

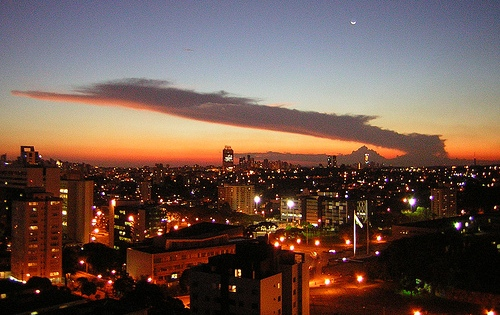
Na cidade de Curitiba localiza-se a sede da Confederação Brasileira de Ginástica e o Centro Olímpico, local no qual as ginastas treinaram por oito anos (2001 a 2009).

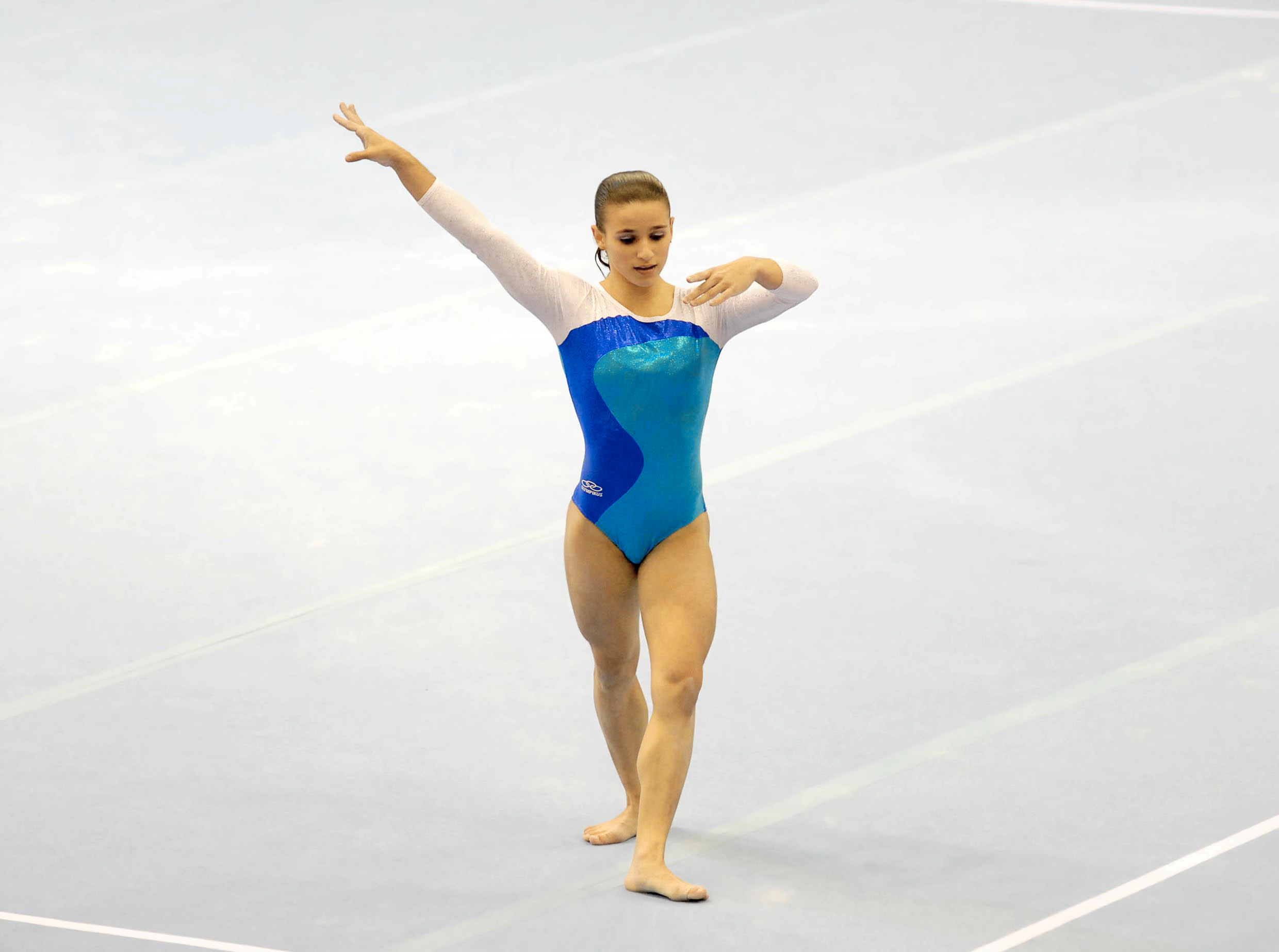
Jade Barbosa, treinando com Oleg Ostapenko, sentiu-se agredida física e psicologicamente, chegando a fazer uma denúncia pública contra o técnico e o CT.

Desde a criação do Centro Olímpico para o treinamento das ginastas representantes da seleção nacional permanente, que a modalidade artística feminina brasileira envolveu-se em duas polêmicas, que perduraram durante um tempo e repercutiram mesmo após a seleção nacional ser desmembrada.
A primeira delas envolvia o técnico Oleg Ostapenko e seus métodos de treinamento, descritos por algumas ginastas como quase torturantes física e psicologicamente. Um dos episódios que teve cobertura nacional esportiva foi relatado por Maíra dos Santos Silva, integrante da seleção até 2006:
| “ | O Oleg já me chamou de burra. A Irina me chamava de gorda. Isso sempre acontecia, era até normal | ” |

Segundo os relatos da ex-ginasta, sua decisão de abandonar a carreira veio dessas humilhações sofridas sob os treinos no Centro. Caso não tivesse ido para Curitiba, talvez ainda estivesse na modalidade, pois, além do psicológico ser abalado, descobriu que as árduas horas de treinamento romperam todos os ligamentos e tendões de seu ombro. Sem receber apoio da entidade, a exemplo de Merly de Jesus, deixou a seleção. As exigências do técnico, inclusive, geraram lesões físicas graves nas ginastas em atividade. Daiane dos Santos, Laís Souza e Jade Barbosa, que declaram em entrevistas não conseguirem se recuperar totalmente dos problemas, devido a falta de ginastas de elite para competições e a negligência médica, somando então, uma lesão sobre a outra. A exigência sobre as ginastas era tal que, competiram nos Jogos Olímpicos sob lesões mal tratadas, comprovadas pelo fisioterapeuta do Flamengo, local para onde Jade retornou após as Olimpíadas de Pequim. As entrevistas dadas pelas atletas repercutiram no país e geraram uma resposta da CBG, que exigiu provas contra os maus tratos durante os treinamentos.
A outra polêmica envolvia a obrigatoriedade da formação da seleção permanente nacional, em detrimento dos técnicos que acompanhavam e assistiam as meninas desde o início de suas carreiras, em suas cidades natais e em seus clubes. Sua dissolução foi comemorada, mas pouco durou, pois logo depois, esta seleção foi refeita e as jovens voltaram a treinar concentradas obrigatoriamente. A justificativa foi a de que com a formação do Centro, os resultados de base apareceram, como a primeira qualificação de uma equipe para uma final olímpica e uma medalha de ouro em um Campeonato Mundial. Todavia, para as ginastas, o melhor rendimento não justifica o novo momento e as exigências sofridas durante o período em que estiveram concentradas no Centro, pois os problemas sofridos em decorrência dos treinos com Oleg lhes pareciam maiores que os benefícios, e em seus clubes poderiam servir de exemplo e motivação para as futuras gerações, o que não acontece estando concentradas como equipe fechada e com o método de treino aplicado.
| “ | Deixar as ginastas mais renomadas treinarem nos clubes beneficia o crescimento da ginástica. Porque as novas gerações, ao nos ver treinar, ao conviver com a gente, se sentem estimuladas a chegar aonde nós chegamos. Claro que a gente perde algumas coisas estando separadas, como a unidade de trabalho, mas tem suas vantagens também | ” |

| “ | …estou me recuperando de cirurgia e recebendo atenção de diversos especialistas. | ” |

| “ | Podemos nos desenvolver muito bem em nossos clubes, ao lado das nossas famílias. Em Curitiba não tínhamos isso e enfrentamos muitos problemas. | ” |

A seleção de ginástica artística feminina foi retomada ainda em janeiro de 2009, após ter anunciada sua dissolução pouco antes. Contudo, o Centro Olímpico, próximo a sede da CBG, deixou de ser o local fixo dos treinos. Seguindo exemplo do judô, a equipe passara a ser reunida apenas antes de competições internacionais. No entanto, para o ciclo olímpico 2009-2012, caso os resultados não sejam alcançados, o esquema do Centro será retomado.